# Effiduase

Effiduase är en ort i södra Ghana. Den är huvudort för distriktet Sekyere East, och folkmängden uppgick till 20 546 invånare vid folkräkningen 2010. Effiduase är sammanvuxen med Asokori i öster, och denna tätort hade 33 630 invånare 2010.